# Srishti Dhar Chatterji
Srishti Dhar Chatterji (* 29. Juni 1935 in Parbatipur, Britisch-Indien; † 28. September 2017 in Lausanne) war ein indisch-schweizerischer Mathematiker und Hochschullehrer an der École polytechnique fédérale de Lausanne (EPFL) in der Schweiz.
Chatterji beschäftigte sich vor allem mit der Stochastik, er war aber auch ein Experte für Maßtheorie, Analysis und Funktionalanalysis.

## Leben
Chatterji wurde 1935 in Parbatipur im Bundesstaat Westbengalen geboren. Der Name „Chatterji“, manchmal auch Chatterjee transkribiert, ist ein bengalischer Familienname, der mit den bengalischen Brahmanen verbunden ist, der höchsten Kaste Indiens. 1939 wechselte die Familie nach Lucknow in den Bundesstaat Uttar Pradesh. 1950 begann er im Alter von 15 Jahren ein Studium an der Universität von Lucknow und schloss 1952 mit einem Bachelor of Science in Physik, Mathematik und Statistik ab. 1954 erhielt er einen Master in mathematischer Statistik und besuchte darauf das Indian Statistical Institute (ISI) in Kalkutta. Dort traf er auf den Amerikaner Norbert Wiener, welcher von 1955 bis 1956 Gastprofessor am ISI war und ihm riet, in den USA ein Studium aufzunehmen. Am ISI traf er auch V. S. Varadarajan, mit dem er eine lebenslange Freundschaft pflegte.
1956 ging er dann in die USA zu Kai Lai Chung an die Syracuse University in New York, wechselte aber zwei Jahre später an die Michigan State University, wo er 1960 bei Charles Kraft mit dem Thema „Martingales in Banach Spaces“ promovierte.
Von 1960 bis 1962 war er Dozent an der University of New South Wales in Australien und danach Assistenzprofessor an der Michigan State University. 1964 zog er nach Europa und wurde Gastprofessor an der Universität Heidelberg bis 1966, dann wechselte er für ein Jahr an die Universität Kopenhagen in Dänemark und danach für ein Jahr ans „Advanced Studies Center“ des Battelle-Instituts in Genf. 1968 ging er an die Universität Montreal in Kanada, wechselte aber nach nur einem Jahr wieder an die Universität Kopenhagen zurück. 1970 nahm er dann seine letzte Stelle an und wurde ordentlicher Professor an der École polytechnique fédérale de Lausanne in der Schweiz, wo er bis ins Jahr 2000 blieb. Chatterji unterrichtete dort Kurse über Stochastik und Analysis, aber auch über Quantenmechanik. Er schrieb ein dreiteiliges Werk über Analysis namens „Cours d’analyse“, welches rund 1'800 Seiten lang ist. 1982 erworb er das Schweizer Bürgerrecht.
Chatterji war verheiratet und hat eine Tochter namens Indira Lara Chatterji, welche ebenfalls Mathematikerin wurde und Professorin an der Universität Côte d’Azur in Nizza ist. Zu seinen Doktoranden gehörte Francesco Russo, der heute Professor am ENSTA ParisTech in Frankreich ist. Chatterji sprach viele Fremdsprachen, so publizierte er unter anderem Artikel auf Französisch, Englisch, Deutsch und Italienisch.
Chatterji war ein sehr engagierter Mathematiker. Er ist der Gründer der mathematischen Zeitschrift Expositiones Mathematicae, war von 1986 bis 1987 der Präsident der Schweizerischen Mathematischen Gesellschaft (SMG) und beteiligte sich aktiv an der Organisation des Internationalen Mathematikerkongresses 1994 in Zürich. Von 1991 bis 2001 war er Mitglied der Euler-Kommission der Schweizerischen Akademie der Naturwissenschaften. 2005 wurde er Ehrenmitglied der Schweizerischen Mathematischen Gesellschaft. Er repräsentierte die SMG von 1986 bis 2010 an den Treffen der Internationalen Mathematischen Union. Des Weiteren war er fest am Aufbau der mathematischen Bibliothek der EPFL beteiligt. Er war massgeblich an der Beschaffung der neusten Mathematik-Bücher beteiligt, so dass die Bibliothek zur grössten Mathematik-Bibliothek der Romandie wurde.

## Mathematik
Chatterji ist vor allem für seine Konvergenzsätze für Banach-wertige Martingale und eine Reihe von Aussagen über das Teilfolgen-Prinzip (englisch subsequence principle) bekannt.

### Konvergenzsätze für Banach-wertige Martingale
1968 () bewies er, dass (die meisten) klassischen Konvergenz-Arten aller Martingale in Banach-Räumen äquivalent sind zur Eigenschaft, dass der Banach-Raum die Radon-Nikodým-Eigenschaft besitzt. Letzteres bedeutet, dass jede absolutstetige Banach-wertige σ-additive Mengenfunktion den Satz von Radon-Nikodým erfüllt.

### Teilfolgen-Prinzip
1970 bewies er eine Verallgemeinerung des Satzes von Komlós für allgemeine Maßräume. Die Resultate von Komlós und Steinhaus inspirierten ihn das Teilfolgen-Prinzip in einer Reihe von Publikationen zu entwickeln (1972, 1974). Das Prinzip war so allgemein gehalten, dass es zuerst mathematisch unklar war, wie man das Ganze mit mathematischer Strenge formuliert. Erst 1977 () löste David Aldous das Problem in seiner Doktorarbeit.
Das Prinzip lässt sich heuristisch wie folgt formulieren:
Sei {\displaystyle X_{1},X_{2},\dots } eine Folge von iid Zufallsvariablen, welche zu einer bestimmten Integrationsklasse {\displaystyle L} gehören, die durch die Endlichkeit einer Norm definiert wird, das bedeutet {\displaystyle L=\{X_{n}:\|X_{n}\|_{L}<\infty \}}. Sei nun {\displaystyle \Pi } eine asymptotische Eigenschaft, welche für jede Folge von Zufallsvariablen in {\displaystyle L} gilt. Dann kann man für eine beliebige Folge von Zufallsvariablen {\displaystyle F=\{F_{1},F_{2},\dots \}} mit {\displaystyle \sup\{\|F_{n}\|_{L}:F_{n}\in F\}<\infty } eine Teilfolge {\displaystyle F^{0}=\{F_{i_{1}},F_{i_{2}},\dots \}} finden, so dass für {\displaystyle F^{0}} und alle seine Teilfolgen {\displaystyle F^{1}=\{F_{i_{j_{1}}},F_{i_{j_{2}}},\dots \}} eine zu {\displaystyle \Pi } analoge Eigenschaft {\displaystyle {\widetilde {\Pi }}} gilt.

### Mathematikgeschichte
Chatterji publizierte in seinen späteren Jahren auch zunehmend Schriften über das Leben und die Arbeiten von anderen Mathematikern (resp. Physikern), darunter über Albert Einstein, Norbert Wiener, Grace Chisholm Young und William Henry Young, Felix Hausdorff, Leonhard Euler, Georges de Rham, Suddhodan Ghosh, Heinz Bauer sowie Pesi Rustom Masani.

## Publikationen (Auswahl)
- S. D. Chatterji: Martingales of Banach-valued random variables. In: Bull. Am. Math. Soc. Band 66, 1960, S. 395–398.
- S. D. Chatterji: A note on the convergence of Banach-space valued martingales. In: Mathematische Annalen. Band 153, 1964, S. 142–149, doi:10.1007/BF01361182 (eudml.org).
- Certain induced measures and the fractional dimensions of their ’supports’. Z. Wahrscheinlichkeitstheor. Verw. Geb. 3, 184-192 (1964).
- S. D. Chatterji: Martingale Convergence and the Radon-Nikodym Theorem in Banach Spaces. In: Mathematica Scandinavica. Band 22, 1968, S. 21–41 (eudml.org).
- S. D. Chatterji: An {\displaystyle L^{p}}-convergence theorem. In: Ann. Math. Stat. Band 40, 1969, S. 1068–1070.
- S. D. Chatterji: A general strong law. In: Inventiones Mathematicae. Band 9, 1970, S. 235–245, doi:10.1007/BF01404326.
- S. D. Chatterji: A subsequence principle in probability theory. In: Invent Math 25. 1974, S. 241–251, doi:10.1007/BF01389729.
- Differentiation of measures. In: Springer-Verlag (Hrsg.): Measure theory (Proc. Conf. Oberwolfach, 1975), Lecture Notes in Math. Band 541. Berlin 1976, S. 173–179.
- S. D. Chatterji und V. Mandrekar: Equivalence and singularity of Gaussian measures and applications. In: Probabilistic analysis and related topics. Band 1, 1978, S. 169–197.
- S. D. Chatterji: Remarks on the Hausdorff–Young inequality. In: Enseign. Math. (2). Band 46, Nr. 3–4, 2000, S. 339–348.

### Bücher
- mit Paul-André Meyer und Jean L. Bretagnolle: École d’Été de Probabilités: Processus Stochastiques. Deutschland: Springer, 1973.
- Cours d’analyse Vol. 1, Analyse Vectorielle. Presses polytechniques et Universitaires Romandes, 1996.
- Cours d’analyse Vol. 2, Analyse Complexe. Presses polytechniques et Universitaires Romandes, 1997.
- Cours d’analyse Vol. 3, Equations différentielles ordinaires et aux dérivées partielles. Presses polytechniques et Universitaires Romandes, 1998